# سفرنامه ابن فضلان

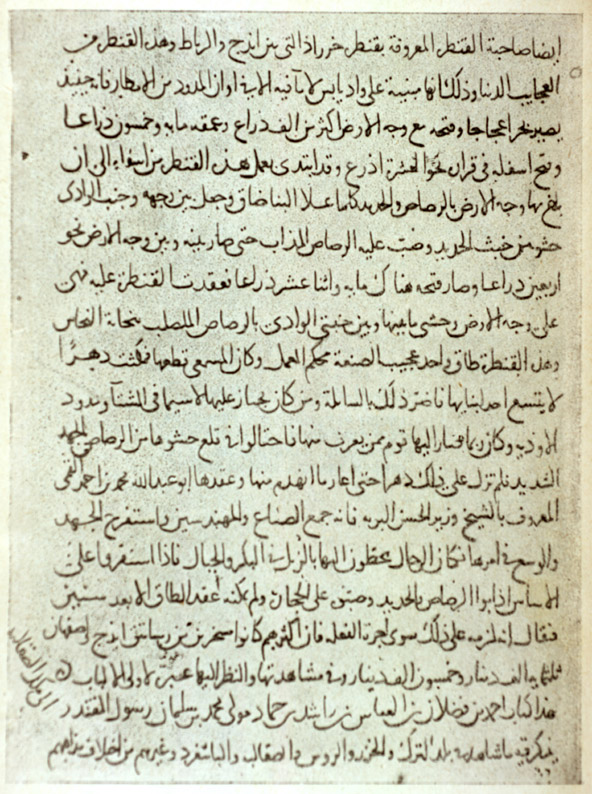
برگی از نسخه خطی سفرنامه

سفرنامه ابن فضلان نوشته احمد بن فضلان بن العباس بن راشد بن حماد یک عالم مسلمان قرن سوم و چهارم هجری قمری بود که در عصر خلافت مقتدر عباسی در بغداد زندگی می‌کرده‌است. سفرنامه ابن فضلان نوشته‌ای قابل توجه است که تصویری خوب و زنده از از مردم سرزمین‌های آسیای مرکزی و شمال خزر، جغرافیای انسانی و حاکمان این مناطق ارائه کرده‌است. این سفرنامه شرح سفری است که از بغداد آغاز و بعد از پیمودن مسیرهایی به ماوراءالنهر تا نزدیکی قازان (پایتخت اسلاوهای باستان) پیش رفته‌است. این سفرنامه از این جهت اهمیت دارد که مناطقی که وی به آنجا سفر کرده‌است به علت دشواری راه و مشکلاتی چون یخبندان چندان مورد استقبال جهانگردان قرار نگرفته بود. این سفرنامه تنها مرجع برای تاریخ نگاری روس و بلغارهاست.
ابن فضلان، که فرستادهٔ خلافت عباسیان به سرزمین‌های شمال دریای خزر بوده‌است، از بغداد در ژوئن سال ۹۲۱ میلادی به سمت بلغارستان ولگا گسیل شد و پس از گذشتن از همدان، ری، نیشابور، مرو، بخارا، خوارزم، حوضهٔ دریاچه آرال، اوست یورت، یائیک (در قزاقستان کنونی) و حوضهٔ رود ولگا، پس از ۱۱ ماه، در مه ۹۲۲ میلادی به سرزمین بلغارهای ولگا رسید. سفر وی پس از نخستین لشکرکشی‌های روس‌ها به کناره دریای خزر بوده‌است و وی با روس‌های وارنگی در سرزمین ولگابلغارها و خزرها برخوردهایی داشت و با تنفر و دشمنی از آن‌ها یاد می‌کند.
گفتنی است که مستشرقان اولین کسانی بودند که به اهمیت این کتاب پی بردند، ولی به علت اینکه این کتاب در دسترس نبود نقل‌هایی از آن را در کتاب‌های مختلف به ویژه معجم البلدان یاقوت حموی جمع نمده و منتشر کردند. اما در سال ۱۹۲۳ میلادی احمد زکی ولیدی طوغان در کتابخانه آستان قدس مشهد نسخه‌ای قدیمی پیدا کرد که در آن چهار رساله وجود داشت یکی از این رساله‌ها، رساله ابن فضلان بود که دکتر سامی الدّهان به درخواست علاّمه محمد کرد علی در سال ۱۹۵۱ میلادی آن را تحقیق کرد. او رساله را با نقل‌های یاقوت مقایسه کرد او مشخص شد که متن آن با نقل‌های معجم البلدان سازگاری دارد؛ و این دلیلی بر درستی انتساب رساله به ابن فضلان می‌باشد

## علت سفر
ماجرا این چنین بود که در بهار ۳۰۹ قمری (۹۲۱ میلادی) شاه صقالبه «اَلمش بن یلطوار» نامه‌ای توسط عبدالله بن باشتو خزری، برای مقتدر، خلیفه عباسی فرستاد و از او درخواست کرد که عده‌ای را برای تعلیم احکام فقهی و دین اسلام، ساختن مسجد، نصب منبر و خواندن خطبه به نام خلیفه در تمام این بلاد، و همچنین برای کمک در ساختن قلعه‌ای که مسلمانان را از حمله مخالفان (خزرها) حفظ کند، گسیل دارد. ظاهراً در نامه دیگری نیز از وزیر درخواست کرده بود که برای او ادویه بفرستد. این افراد درخواست دیدار حضوری با خلیفه داشتند که در آن اجازه داده نشد، ولی پس از مدتی و دیدار با وزیر، این ملاقات با واسطه «تکین» صورت پذیرفت؛ و ابن فضلان آمادگی خود را برای اعزام به شمال خزر را اعلام می‌کند و خلیفه با سفر گروهی به آن منطقه، موافقت می‌کند که چهار نفر به ترتیب ذیل برای این منظور انتخاب شدند:
- سوسن الرسی
- تکین ترکی
- بارس صقلابی
- احمد بن فضلان

دو نفر از این‌ها زبان روسی را می‌دانستند. نخست، سوسن که در اصل روسی بود و زبان عربی را یاد گرفته بود و بعد مراتبی را به دست آورد و پیش از این، دربان خلیفه مکتفی بود؛ و دیگری، بارس صقلابی که نام و نسبت او نشان از اصل او دارد. تکین نیز زبان ترکی می‌دانست و چون در راه با اقوام ترک برخورد داشتند، وجود او نیز لازم بود.
عده‌ای از ترکیب گروه چنین برداشت کرده‌اند که ریاست گروه بر عهده ابن فضلان بود است. برخی دیگر می‌پندارند که سوسن روسی ریاست گروه را عهده‌دار بوده‌است، در حالی که ابن فضلان در رساله خود چنین می‌باوراند که او ریاست هیئت را بر عهده داشته‌است. به نظر می‌رسد نظر نخست، درست باشد، زیرا هم متن رساله چنین می‌رساند و هم این که هدف اصلی گروه، تبلیغ دین و اسلام و ذکر نام خلیفه بوده‌است و ابن فضلان نیز کارشناس امور دینی بود، و دیگر این که شاه اسلاوها نیز او را فرستاده اصلی می‌داند و فوق‌العاده به او احترام می‌گذارد. شاید بتوان گفت که ریاست امور دینی و فقهای همراه به عهده ابن فضلان بوده و مسئولیت سفر را سوسن بر عهده داشته‌است.
عده‌ای دیگری از معلمین و فقها نیز از همراهان ابن فضلان بوده‌اند و ابن فضلان رئیس آن‌ها بوده‌است، ولی بعد از جرجانیه این افراد از ترس سرما و خطرات راه‌ها و شهرهای باقی، پیش نرفتند.

## هدف سفر
از هدف‌های این سفر، انگیزه‌های سیاسی خلیفه برای نفوذ و قدرت معنوی در آنجا بوده‌است. از سوی دیگری نزدیکی روسها و خزرها می‌توانست خطری برای خلافت به‌شمار آید، به ویژه در آن زمان که روس‌ها به آذربایجان و شمال ایران حمله کرده بودند و خلیفه می‌خواست بلغارها را در برابر آنان تقویت کند. به دلیل حمله روس‌ها به نواحی شمالی، مردم نگران بودند و علیه سامانیان شوریده و به علویان پیوسته بودند.
انگیزه مذهبی نیز به همین میزان در این سفر نقش مؤثری داشته، زیران خلیفه خود را رئیس امور دینی همه مسلمانان جهان می‌دانست و اگر این توجه را نمی‌نمود، جای سؤال داشت. شاهد آن هم سخن ابن فضلان به خلیفه است که گفت:
این‌ها مسلمان هستند و خزرهای یهودی به آنان ظلم و ستم می‌کنند، بهتر است به آن‌ها کمکی شود.
انگیزهٔ اقتصادی نیز در کار بوده‌است، زیرا ابن فضلان برای توجیه سفر و رضایت خلافت می‌گوید:
در مملکت صقالبه اموال زیادی هست و می‌توانند خراج زیادی بپردازند.
در قدیم مسلمانان کلاهایی مانند پوست، شمع، نوعی کلاه، عسل، شمشیر، آرد و برخی مملوک‌ها را از صقالبه در جنوب روسیه و اروپای شمالی می‌خریدند.

## اهمیت سفر
به این دلیل که تا آن زمان این چنین سفری از سوی جهانگردان و مأموران خلیفه به این منطقه انجام نشده بود، اهمیت ویژه و منحصربه‌فردی داشت. بر این اساس، ابن فضلان از اوضاع سیاسی جهان اسلام، روابط بلاد اسلامی، سرزمین‌های آسیای مرکزی، شمال خزر، آداب و سنت‌های مردمان آن نواحی اطلاعات یگانه‌ای داده است و چون در آن زمان، قلمرو خلیفه، گستره زیادی داشت و آوازه‌ای بلند از قدرت و معنویت حاکمان اسلامی در جهان پیچیده بود، این سفر و ارتباط خلیفه با حاکمان آن جا می‌توانست امتیازی برای خلافت، به ویژه در باور خزرها داشته باشد.
از طرفی دیگر، آگاهی‌های علمی دانشمندان و جغرافی دانان را نسبت به این مناطق فزونی بخشید که این نیز از اهمیت بسیاری برخوردار است. به قول ابن حوقل: «کسی جرات رفتن به بلاد آن‌ها را نداشته، زیرا هر غریبی را می‌کشته‌اند و کسی با آن‌ها مصاحبت نداشته و از امور و تجارت آن‌ها بی خبر بوداند.»

## مدت و مسیر سفر

مسیر سفر ابن فضلان از بغداد تا مسکو

زمان شروع سفر این گروه، روز پنج شنبه یازدهم ماه صفر سال ۳۰۹ قمری بوده‌است و در میان راه نیز در برخی شهرها چند روزی می‌مانده‌اند که بستگی به شرایط آن‌ها داشته‌است. بنا بر آنچه ابن فضلان ذکر کرده، بیشترین مدت اقامت، سه ماه در جرجانیه بوده که به علت یخبندان و سرمای شدید منتظر فصل مناسب بودند.
شهرهایی که بر اساس نوشته سفرنامه از آن‌ها گذر کرده‌اند، به ترتیب زیر است:
1. نهروان، توقف یک روز
2. دسکره (در غرب بغداد)، توقف سه روز
3. حُلوان، توقف دو روز
4. قرمیسین، توقف دو روز
5. همدان، توقف سه روز
6. ساوه، توقف دو روز
7. ری، توقف یازده روز
8. خوارالری، توقف سه روز
9. سمنان
10. دامغان
11. نیشابور
12. سرخس
13. مرو
14. قشمهان (نزدیک آمل)، توقف سه روز
15. آمل: شهری در کناره آمودریا
16. جیحون
17. آفریر (آفرین)
18. بِیکَند
19. بخارا، توقف ۲۸ روز
20. خوارزم
21. جرجانیه، توقف سه ماه
22. زمجان (رباطی بوده)
23. جیت
24. قبیله غزیه
25. نهر یَغِندی ونهرهای دیگر
26. بجناک (قبیله‌ای از ترکان غز)
27. باشغرد (از اقوام ترک بودند)
28. نهرهایی مانند جرمشانواَورن
29. قبیله صقالبه
30. نهر اِتل (قومی از روسیه)
31. خزر

مدت توقفی که در سفرنامه نوشته شده، حدود پنج ماه است؛ بنابراین، با توجه به این که مدت سفر تا مقصد یازده ماه بوده، شش ماه در راه بوداند که احتمالاً توقف‌های دیگری نیز داشته‌اند که سفرنامه نیامده است.

### مسائل سیاسی
در سفرنامه ابن فضلان توجه به مسائل سیاسی و حکومتی، چه در راه و چه در شهرها و مقصد، بسیار جلوه گر است و بسیار آشکار است که هیئت سیاسی بوده‌است. شاید بدین خاطر بوده که در بعضی از موارد اجمال گویی شدیدی در سفرنامه به چشم می‌خورد، زیرا نمی‌خواسته برنامه‌های پنهان را گویا سازد. ماننده اینکه ابن فضلان در بیشتر شهرها دو یا سه روز مانده اما در ری یازده روز اقامت داشته‌است.
از دیگر مسائل دقت ابن فضلان به نام و لقب‌های شاهان و امیران منطقه است که شاهدی بر مسائل سیاسی است. مانند اینکه او به اینکه غزها شاه را «یبغو» و جانشین او را «کوذرکین» تو جه می‌کرده یا اینکه نام شاهان خزر خاقان کبیر بود که هر چهار سال یک بار ظاهر می‌شد و جانشین او را «خاقان به» می‌گفتند که لشکر و مملکت را اداره می‌کرد.
و همینطور ابن فضلان دربارهٔ آداب و تشریفات سیاسی نیز گزارش می‌دهد، مثلاً در باره دیدار شاه از آن چنین می‌گوید:
چون به منطقه صقالبه رسیدیم گروهی را به استقبال ما فرستاد، در حالی که یک روز راه در پیش داشتیم و وقتی که به دو فرسخی او رسیدیم خودش (شاه) به استقبال ما آمد... چهار روز ماندیم تا همه ملوک و رؤسا جمع شدند تا ما نامه خلیفه (و وزیر) را بخوانیم. در وقت خواندن نامه، همه ایستاده بودند و در پایان تکبیر گفتند.
و همچنین در توصیف خانه شاه این‌گونه بیان می‌کند:
از چادر بزرگی درست شده بود که هزار نفر گنجایش داشت و با فرش ارمنی آن را فرش کرده بودند و در وسط آن، سریری از دیباج رومی وجود داشت.
مسئله مهمی دیگر این است که ابن فضلان می‌گوید که حداکثر حکومت هر شاه در سرزمین خزر چهل سال است و اولین روزی که چهل سال تمام شود مردم و خواص، او را می‌کشند و می‌گویند عقل او ناقص شده‌است و رأی او اضطراب دارد در حقیقت ابن فضلان با این تعبیر، نقش مردم را در آن زمان می‌رساند.
همان طور که روشن است ابن فضلان به روابط شاه با مردم و شاهان دیگر و زندگی شخصی و آداب سیاسی توجه کرده، در حالی که او فردی فقیه و عالم بوده‌است.

### مسائل دینی
به خاطر اینکه ابن فضلان یک عالم دینی بوده، در تمام مراحل، سفر به امور عبادی و مذهبی توجه داشته و دین و اعتقادات مردم این نواحی را بیان کرده و در برخی موارد از شدت تعجب و تعصب آنان را به موجوداتی تشبیه کرده‌است، مثلاً می‌گوید: 
اهل غزیه مردمانی مانند حیوان راه گم کرده بودند، چون دینی نداشته و به عقل عمل نمی‌کردند و بزرگان خود را ارباب می‌دانستند.
هم چنین می‌گوید:
قومی مسلمان نزدیک خوارزم بودند به نام کردلیه که بعد از هر نمازی از علی تبری می‌جستند. ابن فضلان، پیشین، ص ۸۲.
اما وی موافقت یا مخالفت و عکس‌العملی از خود بیان نمی‌کند.
مسئله دیگر در مورد رعایت نکردن پاکی و تمیزی است که در مورد مردم غز می‌گوید:
آن‌ها به ویژه در زمستان با آّب کاری نداشتند.
نکته دیگر این که اعتقادات مردم باشغرد را چنین بیان می‌دارد:
 برخی از این ترک‌های باشغرد به دوازده خدا، مانند خدای زمستان، بهار، باران، باد، مرگ، درخت، حیوان، شب، روز، زمین و آب اعتقاد داشتند. خدای آسمان بزرگ‌ترین خدا آنهاست. در هنگام گرفتاری در حالی که سر خود را به سوی آسمان بلند می‌کردند، به زبان ترکی می‌گفتند «بیر تنکری» که به معنای خدای واحد و یکتاست و اعتقاد فطری آن‌ها را به خدای یگانه می‌رساند.
مطلب دیگری که ابن فضلان به آن توجه کرده، رعایت مراسم و آداب غسل و دفن مرده مسلمان است که در منطقه شاه صقالبه به آن عمل می‌کردند که بیان گر اعتقاد آن‌ها به احکام دین و جایگاه دین نزد این مردمان بوده‌است.
ابن فضلان نقل می‌کند:
حدود پانصد نفر زن و مرد صقالبی مسلمان شده بودند که به آن‌ها برنجار می‌گفتند و مسجدی داشتند، اما قرائت را یاد نداشتند که به آن‌ها تعلیم دادم. فردی به دست من مسلمان شد و چند سوره به او تعلیم دادم که بسیار خوشحال گردید.
مسئلهٔ مهمی که سبب تعجب و شگفتی ابن فضلان شده بود، این بود که زنان در این منطقه به حجاب و پوشش هیچ گونه توجهی نداشتند و زن و مرد خود را در نهر می‌شستند. او تلاش زیادی کرده بود تا زنانشان خود را بپوشند ولی موفق نشده بود. با این که پوشش برای آن‌ها معنا نداشت ولی بر اساس گفته ابن فضلان زنا و لواط نزد آنان گناهی بسیار بزرگ و امری نادر بوده‌است و اگر در هر صورت رخ می‌داد، مجازات سنگینی داشته، مثلاً اینکه هر دو طرف زناکار را بین دو درخت می‌بستند و دو نیمه کرده سپس تکه تکه نموده و بر درختان می آویختندو با افراد دزد نیز چنین برخورد خشن و سختی را انجامی می‌دادند. هم چنین اگر کسی فردی را به عمد می‌کشت او را قصاص می‌کردند، و اگر سهوی بود ا او را در صندوقی به همراه سی قرص نان و یک کوزه آب می‌گذاشتند و در آن را میخکوب کرده و بین آسمان و زمین آویزان می‌کردند تا با گذشت زمان یا بخشیده شود و نجات یابد یا در طی آمد و شد شب و روز، سرما، گرما و باران نصیب او شود و وزش بادها او را بپوساند.
دربارهٔ سهم ارث نیز می‌گوید که برادران از مرده ارث می‌بردند، ولی فرزندان محروم بودند که ابن فضلان درست نبودن این حکم را به شاه صقالبه گوشزد می‌کند.

### مسائل فرهنگی و تمدنی
ابن فضلان توجه زیاد به فرهنگ و تمدن مردم مناطق داشته‌است که در جایی می‌گوید که وقتی به قبیله غزیه رسیدیم دیدیم که مردم، بادیه‌نشین هستند و در چادری زندگی می‌کنند که از مو درست شده و به هر جه که مناسب باشد تغییر مکان می‌دهند.
او یکی از رسم‌های جاهلیت عرب را ذکر می‌کند که در میان این‌ها نیز وجود داشته‌است. طبق این رسم وقتی مردی از دنیا می‌رفت و از او زنان و اولادی باقی می‌ماند، بزرگ‌ترین پسر او حق داشت که زنان او را برای خود اختصاص دهد مگر این که آن زن، مادر خودش باشد. این مسئله درخور توجه است، زیرا بین حجاز و شمال خزر فاصله زیادی است و رفت‌وآمد نیز به دلیل شرایط جغرافیایی حاکم بر هر دو منطقه، بسیار سخت و دشوار بوده، شاید بتواند شاهدی بر ریشه واحد فرهنگ‌ها باشد. شایان توجه است که رسم «لُویرات» نام دارد.
ابن فضلان مکالمه مردمان خوارزم را به صدای سار و قورباغه تشبیه کرده‌است:
طرز تکلم و اخلاق مردم آنجا بسیار بد و وحشت‌آمیز است صحبت ایشان بیشتر شبیه جیرجیر سار و در قریه‌ای به نام آردکو کلام ایشان بیشتر به نق نق قورباغه شبیه است.
ابن فضلان در جرجانیه رسم گدایی را این چنین توضیح می‌دهد: 
گدا در خانه نمی‌ایستد بلکه داخل خانه شده و یک ساعت در کنار آتش می‌نشیند و پس از آنکه گرم شد اگر به او چیزی دادند می‌گیرد و اگر ندادند بیرون می‌رود.
از نظر آرایش چهره مردمان ترک می‌نویسد:
ترکها عموماً ریش‌های خود را می‌ کنند و فقط سبیل می‌گذارند، گاهی فرتوتی را می‌بینید که ریش خود را کنده و کمی از آن را در زیر چانه اش باقی گذاشته
درمورد آداب و رسوم اسلاوها می‌نویسد:
آنها عوعوی سگ را به فال نیک می‌گرفتند و از آن خوشحال می‌شدند و می‌گفتند سال نعمت و سلامت است.
از ویژگی‌های دیگر فرهنگی، تربیت فرزند است که وقتی نوه‌ای به دنیا می‌آمد او را به پدربزرگ می‌دادند تا تربیت کند.
از دیگر رسوم فرهنگی آنان این بود که در مرگ کسی زنان گریه نمی‌کردند، بلکه مردان تا دو سال گریه می‌کردند. بعد از دو سال نزدیکان مرده را دعوت می‌کردند تا از اندوه و عزا خارج شوند و اگر مرده، زن داشت ازدواج می‌کرد. البته این رسم در میان بزرگان بود ولی مردم نیز آن را انجام می‌دادند.
عدم رعایت بهداشت و نظافت یکی از امور بسیار ناراحت‌کننده بوده که ابن فضلان به آن توجه کرده‌است، مثلاً همه افراد خانواده برای شستن دست و صورت و بینی به نوبت از یک ظرف آب استفاده می‌کردند که هر کسی را به تنفر و انزجار وا می‌دارد.
تقریباً در تمام این مناطق، چه در جرجانیه و چه در قبیله صقالبه و خزر، آداب و رسوم یکسانی وجود داشت. مردم آن سرزمین به مهمان کمک زیادی می‌نمودند، مثلاً اگر غریبی که همراه یک قافله بود به یک ترکی عبور می‌کرد و به او می‌گفت که من مهمان تو هستم و از تو حیوان و درهم می‌خواهم، به او می‌داد. زمان برگشت قافله، اگر آن شخص را می‌دید پس می‌گرفت و در غیر این صورت، به همان اندازه از کاروان دریافت می‌کرد و آن گاه کاروان از شخص قرض گیرنده غریب، آن اموال را می‌گرفت.

### مسائل اقتصادی
دقت ابن فضلان پیرامون امور اقتصادی نیز جالب است، مثلاً درهم‌های خوارزم را توصیف کرده که از چه جنسی است و چه وزنی دارد. گفته‌است درهم طازجه ارزش چهار دانق داشته و درهم صیرفی نیز یکی از درهم‌ها بوده‌است. دراهم بخارا را این گونه توصیف می‌کند:
برخی درهمها ارزش زیادی دارند، مثل غطرفیه که عددی معامله می‌شود نه وزنی، و در شرایط مهر ازدواج، این درهم را نام می‌برند؛ و درهم سمرقندیه نیز رایج است که شش عدد آن ارزش یک دانق دارد.
از نکات جالب سفرنامه ابن فضلان این است که وی از برخی غداها نظیر خبز (نان) و جاورس (معرب گاورس یا همان ارزن) و نمکسود (گوشت خشک شده) فلفل و کشمش و برخی میوه‌ها مانند درختان بندق که منطقه‌ای حدود چهل کیلومتر را پوشانده بود. غذایی مرکب از گوشت و جو می‌پختند و استقاده می‌کردند. بسیاری از این غذاها را از مناطق دیگر خریداری می‌کردند که شاهدی بر رونق تجارت نزد آنان است. او نقل می‌کند که قوم روسیه در نزدیکی رود اتل سکونت داشته و تجارت می‌کردند.
اگر قبیله‌ای فقیر یا ثروتمند بوده به قلم آورده‌است، مثلاً می‌گوید:
سپس به بجناک رسیدیم قبیله‌ای از ترک‌های غز در آن جا زندگی می‌کردند که فقیر بودند.
یکی از راه‌های درآمد برخی از این اقوام جنگ و حمله به قبایل دیگر بود و یک قسمت از غنیمت‌ها به رئیس آنان تعلق داشت، همان‌طور که در آسیای مرکزی نیز چنین بود. این فرهنگ، نتیجه شرایط جغرافیایی حاکم بر این نواحی بود. همان‌طور که در حجاز زمان جاهلیت نیز به دلیل عدم برخورداری از راه‌های درآمد گوناگون، مردم به غارت روی آورده بودند.
دیگر از راه‌های درآمد، گرفتن عُشر بود به این گونه که مردم صقالبه از کشتی‌های خزری‌ها و روس‌ها و غیره برای عبور از رود، یک عُشر یا مقداری می‌گرفتند. با این که صقالبه باج‌گذار خزری‌ها بودند، ولی توانسته بودند این حق را برای خود حفظ کنند که هر کس از زمین آن‌ها عبور کند مالیاتی بگیرند.
از عناصر وجود تجارت در آن جا بازار است که ابن فضلان وجود بازار را نزدیک رودخانه اتل تأیید می‌کند که فصلی بوده و برخی اوقات برای فروش کالا تشکیل می‌شده‌است.

### مسائل جغرافیایی
سفرنامه ابن فضلان تا حدی به این مهم توجه کرده و برخی اطلاعات جغرافیایی را متذکر شده‌است گاهی فاصله شهرها را با یکدیگر ذکر کرده‌است، مثلاً می‌گوید: بین بخارا و خوارزم بیش از دویست فرسخ راه است و راه آبی خوارزم تا جرجانیه حدود پنجاه فرسخ است. در موردی می‌گوید: 
به جایی رسیدیم که هیچ کس را ندیدیم و هیچ کوهی وجود نداشت، ده روز در راه بودیم و نزدیک بود تلف شویم، از شدت سرما و مشکلات، سرمای خوارزم را فراموش کردیم.
از سرما و یخبندان در این مناطق نیز آگاهی داده است، چنان که می‌گوید: 
در جرجانیه ماندیم چون رود جیحون از اول تا آخرش یخ بسته بود و عمق آن تا هفده شبر یخ می‌بست.
و هم چنین می‌گوید: 
گاهی از شدت سرما زمین شکاف برمی داشت یا درختان دو نیمه می‌شدند.
گرچه در همان، همه مسائل را توضیح نداده، ولی شهرها و رودها و حتی رباط‌ها را یک به یک نام برده است که مسیر و نمادهای تمدنی را برای خواننده به تصویر می‌کشاند.
زمان سیر آن‌ها از نصف شب شروع می‌شده و تا عصر روز بعد ادامه می‌یافته و زمان استراحت، عصر بوده‌است. لازم بود سبب انتخاب این زمان را برای حرکت و استراحت بیان کند. شاید یکی از علت‌ها کوتاهی شب بوده‌است.
وی بیان می‌کند که: 
قبل از این که به قبیله غزیه برسیم به کوهی بزرگ با سنگ‌های بسیار که چشمه‌هایی نیز داشت برخورد کردیم.
ابن فضلان از کوتاهی بسیار زیاد شب در این محل تعجب می‌کرده‌است و می‌گوید: 
مدت کمی بعد از نماز عشا می‌بایست آماده نماز صبح می‌شدیم وگرنه نماز فوت می‌گردید؛ و ماه را بسیار کم می‌دیدیم و ستارگان بسیار اندکی را مشاهده می‌نمودیم.

### حوادث عجیب و خرافات
یکی از نکته‌هایی که ابن فضلان به آن اشاره کرده سرمای سخت سرزمین‌های شمال خزر است به‌طوری‌که می‌نویسد:
در جرجانیه هوا آنقدر سرد بود که هیچ کس در معابر دیده نمی‌شد. وقتی از حمام به بیرون آمدم ریشم یکپارچه یخ بسته بود به‌طوری‌که مجبور شدم آن را نزدیک آتش بگیرم.
او نقل می‌کند: 
شبی، از صداهای عجیب در هراس و دلهره افتادیم، ولی آنان با خون سردی تمام ما را نگاه کرده و می‌خندیدند که چرا تعجب کرده و ترسیده‌اید؟
در موردی دیگر می‌گوید:
 که مارهای بسیار بزرگ و بی آزاری وجود داشت که آن‌ها را نمی‌کشتند. اولین بار که چنین ماری را درون درخت دیدم، وحشت زده فرار کردم ولی به من گفتند نترس، او آزاری به تو نمی‌رساند.
مورد بسیار عجیب دیگر این که می‌گوید: 
فردی در این جا بود که جسمی بسیار تنومند داشت، به گونه‌ای که سر او از دیگ‌ها بزرگ تر بود. مردم او را دیده و با او صحبت کردند، اما او چیزی نگفت. مردم با قوم ویسو نامه نگاری کردند و آن‌ها گفتند: او از قوم یأجوج و مأجوج است که منطقه ما با آن‌ها سه ماه فاصله دارد. خداوند هر روز یک ماهی از دریا به آن‌ها می‌دهد که اگر به اندازه نیاز خود و خانواده بردارند مشکلی نیست، اما اگر بیشتر از مقدار نیاز بردارند، دل درد می‌گیرند و چه بسا سبب مرگ آن‌ها گردد و ماهی نیز دوباره به آب بر می‌گردد. این برنامه همه روز آن هاست.
در ادامه می‌گوید: 
مرا نزد استخوان‌های شخص مرده‌ای بردند که بسیار بزرگ بود. بازوی او مثل درختان بزرگ بود که خیلی متعجب شدم.
و:
یکی دیگر از عجایب این بود که اگر رئیس روس‌ها می‌مرد، او را در چادری می‌گذاشتند و یکی از جاریه‌های او را به رضایت جاریه گزینش می‌کردند و بعد از همبستر شدن مردانی با او، کشته و همراه رئیس سوزانده می‌شد و آن زن نیز افتخار می‌کرد که به بهشت می‌رود.
هچنین ابن فضلان وجود کرگدن را در سرزمین اسلاوها گزارش می‌دهد. وی خودش این حیوان را ندیده ولی آن را از قول مردم توصیف می‌کند و نام آن را هم «کرکدن» می‌نویسد. «من نزد پادشاه سه قاب بزرگ مشاهده کردم که به عقیق یمانی شباهت داشت. او به من گفت قابها از شاخ این حیوان ساخته شده.»

## پایان سفر
در کل باید از وظیفه‌شناسی در انجام مأموریت، حتی با به خطر انداختن جان خود، ابن فضلان را ستود. رساله یا سفرنامه ابن فضلان به سبب گزارش از این نواحی منحصربه‌فرد است. بدین خاطر ابن فضلان، در روسیه و لنینگراد مشهور و بلند آوازه است.

## در دوره معاصر
رمان مرده‌خواران توسط مایکل کرایتون در سال ۱۹۷۶ نگارش شده‌است. این رمان برگرفته از سفرنامه ابن فضلان است، که در آن بر حسب اتفاق و با ۱۲ تن از مبارزان نورس برای جنگی بی بازگشت راهی می‌شود.
در سال ۱۹۹۹ (میلادی) فیلم «سیزدهمین سلحشور» با کارگردانی جان مک تیرنان و با شرکت آنتونیو باندراس در نقش ابن فضلان برمبنای رمان مرده‌خواران و با چشم‌داشتی به داستان ابن فضلان ساخته شد.